# 大繡
大繡（だいしゅう）は、647年から664年まで日本で用いられた冠位である。上から数えて3番目で、小織の下、小繡の上にあたる。

## 解説
大化3年（647年）に制定された冠位十三階の制で設けられた。規定によれば、大繡・小繡の冠は繡で作り、繡で縁どり、金銀で作った鈿で飾った。大織から小繍までは、深紫色の服を着用した。
大繍になった人物としては、斉明天皇4年（658年）1月13日に死んだ巨勢徳多がいる。
天智天皇3年（664年）2月9日に大縫と改称して廃止になった。